# بلانكا إراثوريث
بلانكا إراثوريث، والمعروفة أيضًا باسم بيانكا دي سولس، (بالإنجليزية: Blanca Errázuriz)‏‏ (9 أبريل 1894 في فينيا ديل مار - 20 مارس 1940 في فينيا ديل مار) من تشيلي. كانت إحدى الشخصيات الاجتماعية التشيلية والزوجة السابقة للاعب ورجل الأعمال جون دي سولس. في أغسطس 1917، أطلقت النار عدة مرات على دي سولس أثناء خلاف نشب بينهما حول حضانة ابنهما. وبعد مُحاكمة مُثيرة ودعاية كبيرة، بُرأت إراثوريث من قتل زوجها السابق.